# 염력 (영화)
《염력》은 2018년에 개봉한 대한민국의 슈퍼히어로 영화이다.

## 줄거리
한때 방송에도 소개될 정도로 잘나가던 치킨집 사장 신루미. 하지만 태산건설이란 기업이 면세점 사업권을 따냈고 이때문에 루미의 동네가 재개발구역이 되어버리면서 행복은 사라졌다. 동네 사람들은 개발을 반대했지만 태산건설의 민사장은 용역을 동원해 강제적으로 밀어붙였고 루미의 엄마는 가게를 부수고 들어오는 용역들과 실랑이를 하다 머리를 다쳐 급히 병원으로 이송된다. 하지만 끝내 깨어나지 못하고 뇌출혈로 죽게 된다. 그 시각, 하늘에선 정체모를 운석이 날아오더니 신석현이 마시려던 약수터 물에 들어가버렸고 이를 전혀 모르는 석현은 물을 마시다 물맛이 이상하다며 모두 뱉어버린다. 그런데 그날 저녁 석현은 물건에 손도 대지 않았는데 물건이 저절로 움직이는 기이한 광경을 목격했고 마침내 자신에게 물체를 자유자재로 움직이는 초능력이 있다는 사실을 알게 된다. 
이후 초능력을 이용해 돈방석에 앉을 궁리를 하는 것도 잠시. 곧 이혼한 아내가 죽었다는 소식을 접하고는 모든 걸 제껴놓고 장례식장으로 달려갔다. 이후 장례식장에서 대충이나마 아내와 딸이 어떤 상황에 처했는지를 알게 된다. 하지만 하나뿐인 딸이 험한일에 휘말리는 걸 보고 싶지 않은 석현은 앞으로 돈버는 일은 자신이 할 테니 공부나 하라며 내친 김에 우연히 얻게 된 초능력을 보여준다. 그러나 엄마의 죽음과 재개발 문제로 힘든 루미의 눈에는 오래전 가정을 떠난 남자의 뒤늦은 어설픈 아빠노릇으로밖에 보이지 않았고 석현도 나중가서는 자기주장만 내세워선 안된다는걸 깨닫고 더 이상 이야기하지 않았다. 그러던 어느날, 동네 사람들이 모두 모인 건물안에 태산건설이 고용한 용역들이 들이닥쳤고 현장에 있던 석현은 초능력을 이용해 용역들을 모두 해치워버렸다. 이 일로 석현의 초능력은 만천하에 드러났고 그전까지 그를 못마땅하게 여기던 사람들의 인식도 변했다. 
그 시각, 추진하는 사업이 뜻대로 잘 풀리지 않아 잔뜩 화가 나있던 태산건설 홍 상무는 뉴스보도를 통해 지역주민들 중 초능력이라는 괴이한 능력을 가진 사람이 있다는 첩보를 입수했고 모든 수단방법을 총동원해 석현을 옭아매려 들었다. 또 이번에야 말로 일을 다 끝내겠다는 심산으로 동원할 수 있는 경찰병력을 모두 동원하여 동네를 압박하기 시작한다.

## 캐스팅

### 주요 인물
- 류승룡 : 신석헌 역 - 본작의 주인공.
- 심은경 : 신루미 역 - 본작의 여주인공.
- 박정민 : 김정현 역 - 본작의 서브 주인공.
- 김민재 : 민 사장 역 - 본작의 메인 빌런이며 최종 보스.
- 정유미 : 홍 상무 역 - 본작의 만악의 근원이자 흑막.
- 유승목 : 김씨 역
- 이정은 : 김씨부인 역
- 김영선 : 루미 엄마 역
- 예수정 : 정씨누님 역
- 태항호 : 민사장부하 역 - 본작의 서브 빌런이며 중간 보스.

### 그 외
- 윤돈선 : 철거민 1 역
- 황연희 : 철거민 2 역
- 나현민 : 철거민 3 역
- 이동용 : 철거민 4 역
- 이동근 : 철거민 5 역
- 최지연 : 철거민 6 역
- 박기선 : 철거민 7 역
- 심소영 : 철거민 8 역
- 고나희 : 어린 루미 역
- 우정국 : 홍 검사 역
- 김기천 : 경비원 역
- 유순웅 : 편의점 주인 역
- 홍준표 : 지구대 형사 역
- 원웅재 : 고참형사 역
- 정영기 : 젊은형사 1 역
- 윤지욱 : 젊은형사 2 역
- 안희주 : 운동복 여사 역
- 이수하 : 은행원 역
- 김도형 : 의사 1 역
- 윤여학 : 의사 2 역
- 김진형 : 팔 꺾이는 용역 역
- 박상윤 : 용역 1 역
- 김종호 : 용역 2 역
- 임욱진 : 용역 3 역
- 서동오 : 용역 4 역
- 백세권 : 담배용역 1 역
- 이창식 : 담배용역 2 역
- 함성민 : 왜소용역 역
- 이언정 : 진보기자 역
- 한성수 : 진보매체카메라맨 역
- 이연준 : 진보매체막내직원 역
- 서영삼 : 협회장 역
- 박용 : 남자앵커 역
- 연상은 : 여자앵커 역
- 최성환 : 민사장 검은양복들 역
- 연제혁 : 민사장 검은양복들 역
- 선율우 : 민사장 검은양복들 역
- 황보욱 : 민사장 검은양복들 역
- 우재화 : 민사장 검은양복들 역
- 오석영 : 민사장 검은양복들 역
- 이계창 : 경찰지휘관 역
- 이제연 : 매달리는 특공대원 역
- 강상원 : 무전 특공대원 역
- 강두현 : 무전 전경 역
- 이두섭 : 비서 김정택 역
- 고동업 : 나이트 김사장 역
- 엄지만 : 홍상무 검은양복들 역
- 이승용 : 홍상무 검은양복들 역
- 김가은 : 여학생 역
- 서윤하 : 여학생 엄마 역
- 최현준 : 치킨집 주문손님 역
- 이효정 : 치킨집 인터뷰이 1 역
- 하은 : 치킨집 인터뷰이 2 역
- 박찬 : 김씨아들 역
- 강충훈 : 운전남 역
- 윤택승 : 지구대 순경 역
- 최영우 : 지구대 순경 역
- 강재은 : 유치장 경찰 역
- 박재규 : 유치장 경찰 역
- 김기범 : 연기 속 특공대 역
- 김기홍 : 연기 속 용역 역
- 강덕중 : 수갑경찰 역
- 알리나 : 리타 역
- 김흥태 : 나이트 클럽 기도 역
- 이원섭 : 채증 경찰 역
- 김모범 : 채증 경찰 역
- 이훈희 : 채증 경찰 역
- 고지은 : 레스토랑 서빙 여성 역
- 김예희 : 레스토랑 서빙 여성 역
- 이기환 : 맴맴치킨 종업원 역
- 김기철 : 치킨집 성우 (목소리) 역
- 구은정 : 뉴스 아나운서 / 경고방송 여경 (목소리) 역

## 같이 보기
- 2018년 대한민국의 영화 목록